# Axel Holck
Axel Nikolaj Holck (geboren am 30. Januar 1863 in Kopenhagen; gestorben am 26. September 1940 ebenda) war ein dänischer Statistiker und Amateur-Kunsthistoriker.

## Leben
Holck war der Sohn des Geistlichen Johan Christopher Holck (1824–1899) und dessen Frau Thyga Elisabeth Christine Thomine (geborene Thaning, 1826–1913). Er studierte seit 1882 im Kurs von Fritz Bokkenheuser (1837–1914) in Kopenhagen und wurde 1888 Diplom-Volkswirt (Cand. polit.). Anschließend arbeitete er ab 1896 im Staatlichen Statistischen Amt und wurde 1897 dort Amtsverwalter. Er gab 1901 das Werk Dansk statistiks historie 1800–1850 heraus. Weitere Schriften folgten. 1903 wurde er Bezirksleiter in Hjørring und 1906 in Maribo.
In den Jahren 1902 bis 1903 war er Herausgeber der Tidsskrift for Industri, für die er bis 1906 auch Beiträge schrieb. Nebenher befasste er sich seit seiner Jugend mit Kunstgeschichte und studierte auf seinen Reisen die älteren ausländischen Maler. Als Kunsthistoriker schrieb er Beiträge für Salmonsens Konversationsleksikon (Autorenkürzel A. Hk.) und verfasste Artikel über Kunst für unterschiedliche Zeitschriften. Ab 1908 war er Vorsitzender des Lolland-Falster Stiftsmuseums in Maribo und 1912 gründete er die Historische Gesellschaft von Lolland-Falster, deren Vorsitzender er wurde. 1939 legte er alle Ämter nieder und kehrte nach Kopenhagen zurück.
Ehrungen
- Holck wurde 1910 Ritter von Dannebrog und 1927 Dannebrogsman.[4]
- 1901 fertigte Axel Hou eine Radierung von Holck.
- 1927 wurde vor dem Lolland-Falsters Stiftsmuseum eine Büste aufgestellt (Aage Erhard).

## Familie
Holck war seit dem 27. September 1893 mit Ida Charlotte (geborene Thorlakson, 1. Mai 1872–24. Januar 1950) verheiratet. Sie war die Tochter des Zahnarztes Grimur Carl Christian Thorlakson (1846–1915) und dessen Frau Elisabeth Weide (geborene Engholm, 1850–1940). Das Paar hatte
- eine Tochter Tove (* 2. März 1895), die am 19. Mai 1921 den Juristen Jens Christian Christiansen heiratete. Aus dieser Ehe stammten die Kinder Axel Holck Christiansen (* 21. Juli 1922) und Jørgen Holck Cristiansen (* 7. April 1924).[5]
- einen Sohn Johan Christopher Holck (* 23. Juni 1897–13. März 1916).[6]

Holck wurde auf dem Ordrup-Friedhof (Ordrup Kirkegård) in Kopenhagen beigesetzt.

## Publikationen (Auswahl)
- Dansk statistiks historie: 1800–1850. Saerlig med hensyn til den officielle statistiks udvikling. Lunos, Kopenhagen 1901, OCLC 643631265.
- Arbejderforhold og socialreform i det nittende aarhundrede (= Det nittende Aarhundrede. Band 13). Gyldendal, Nordisk forlag, Kopenhagen 1920, OCLC 62613658.